# Libélula española
El Libélula española fue uno de los primeros helicópteros inventados, desarrollado durante los años 20 por el español Federico Cantero Villamil, un ingeniero civil también conocido por el desarrollo de saltos de agua para la producción de electricidad que realizó a lo largo del río Duero.

## Desarrollo
La patente de la Libélula española se realizó en 1924, también con el nombre de Libélula Viblandi (acrónimo de Villamil, Blanco y Díaz), más de 10 años antes de que el ingeniero ucraniano Igor Sikorsky se atribuyera la invención del helicóptero tal y como actualmente se conoce. 
Además de esta destacada patente, registró otras 23 patentes aeronáuticas relacionadas con el desarrollo del helicóptero. Desde el cambio cíclico del paso de pala (PAT.48214 de 1910), pasando por las que se refieren a un nuevo sistema de hélices (PAT.53189 de 1912) o a las nuevas formas para las alas de aeroplanos o hidroplanos (PAT. 75917 de 1920). Además patenta un sistema de alas huecas, y un helicóptero tándem (1921). Lo alterna con trabajos relacionados con la Teoría de la Relatividad o un dispositivo para volar contra el viento (PAT. 80481 de 1922), para el vuelo sin motor.
Patenta numerosos dispositivos entre los años 1924 al 26. Hacia el año 1933, patenta (PAT.129530) los "perfiles de ala y hélices como curva de águila". En 1935 se va acercando a su objetivo con un "Procedimiento para articular las palas de las hélices para aeronaves y navíos". En 1940, con el número 149788, la "Libélula española". Sigue el profesor con una relación de otras patentes sobre las hélices, su gran problema que resolver, incluso en 1942 presenta un modelo de turborreactor coaxial. En 1943 presenta su Libélula Viblandi, colofón de todo el desarrollo anterior, que completa hasta el año de su muerte con mejoras a la Libélula y al sistema de mandos de ésta.
En noviembre de 2006 se presentó un libro sobre este inventor desconocido, cuyo autor Federico Suárez se centró en el papel de Ingeniero de Caminos y todo su desarrollo de los saltos de agua para la producción eléctrica en el Duero, que supuso para él un duro varapalo, pero que no impidió que trabajara en múltiples proyectos relacionados con las grandes obras hídricas que se acometieron en esa época, así como las relacionadas con el mundo de los ferrocarriles, o las carreteras.
Tras el fallecimiento de Juan de la Cierva, proporcionar continuidad a la obra de Federico Cantero hubiera significado mantener a España en el liderazgo de la tecnología de las alas giratorias.

## Véase también

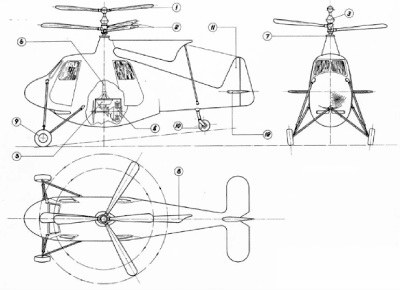
Dibujo 3 vistas del Libélula española (1940). Patente 149788, Oficina Española de Patentes y Marcas.